# Česko-uherské války
Česko-uherské války (též zvané jako „Druhá válka husitská“) probíhaly v českých zemích na konci 60. let a v 70. letech 15. století. Dne 23. prosince 1466 prohlásil papež Pavel II. krále Jiřího z Poděbrad za kacíře sesazeného z trůnu a vyhlásil proti kališnickým Čechám křížovou výpravu.

## Průběh
Roku 1467 papež potvrdil za vůdce katolíků Zdeňka ze Šternberka, předáka Zelenohorské jednoty. Jemu byly na pomoc poslány houfy křižáků z okolních zemí, avšak jejich útoku vojska Jiřího z Poděbrad úspěšně čelila. V březnu roku 1468 zahájil přímý boj vykonavatel papežské klatby uherský král Matyáš Korvín. Vpadl na Moravu a postupně likvidoval pozice Jiřího z Poděbrad. V květnu se bojovalo na jihozápadní Moravě, 14. května byla útokem dobyta Třebíč. Poté Matyášova vojska oblehla hrad Špilberk v Brně a opevněný klášter Hradisko u Olomouce. Výprava Čechů proti Matyášovým vojskům skončila katastrofou, když v bitvě u Zvole bylo české vojsko rozprášeno a jeho velitel Zdeněk Kostka z Postupic byl smrtelně zraněn. Po obléhání se vzdala i posádka kláštera Hradisko a v únoru 1469 po půlročním obléhání i Špilberk.
V únoru roku 1469 se vydal Matyáš Korvín se silným vojskem do Čech a zaútočil na Kutnou Horu. Jeho vojsko však bylo českým vojskem obklíčeno u Vilémova na Českomoravské vrchovině. Matyáš byl přinucen k osobní schůzce s Jiřím z Poděbrad, na níž slíbil, že zanechá dalšího nepřátelství vůči českému králi a za tento slib byl propuštěn. Svůj slib však nedodržel a brojil proti Jiřímu dál. 3. května téhož roku byl katolickými pány zvolen v Olomouci za českého krále. V červnu však zemský sněm tuto volbu odmítl a na návrh Jiřího z Poděbrad uznal nástupnictví Vladislava Jagellonského na český trůn. Zejména na Moravě a ve Slezsku se rozhořely boje mezi příznivci obou znesvářených táborů.

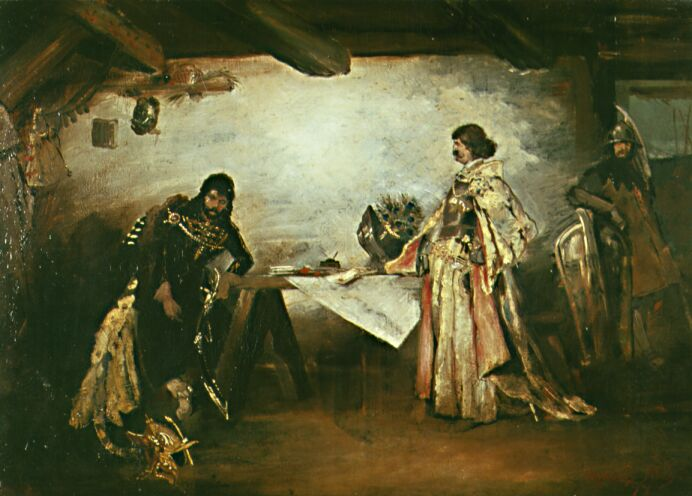
Setkání Jiřího z Poděbrad s Matyášem Korvínem

Byly dobývány hrady protivníků, došlo k zániku mnoha vesnic. Ještě v roce 1469 poslal Jiří z Poděbrad svého syna Jindřicha na jižní Moravu. Ten nad Matyášem v listopadu 1469 zvítězil v bitvě u Uherského Brodu a poté pronikl až do Horních Uher, kde zpustošil okolí Trenčína. Počátkem roku 1470 válka pokračovala, v únoru byl dobyt Nový Hrad, který byl v držení rodu pánů z Kunštátu. V létě Jiří z Poděbrad vstoupil do Uherského Hradiště a odtud se vypravil do Slezska. Toho využil Matyáš a tažením od Olomouce vpadl do východních Čech. Zde byl však zastaven z Prahy vypraveným vojskem zemské hotovosti v rámci krátkého tažení pod vedením královny Johany, kterému šlo naproti vracející se Jiřího vojsko. 22. března roku 1471 Jiří z Poděbrad zemřel a v květnu téhož roku byl českým sněmem zvolen králem Vladislav Jagellonský.
Matyáš, který ovládal část Čech a polovinu Moravy se nechal korunovat v Jihlavě papežským legátem za českého krále a poté se rozhořely další boje. V Čechách měla převahu jagellonská strana, ve vedlejších zemích Koruny české měl převahu Matyáš. Důležitou politickou a vojenskou složkou bylo Polsko, které pochopitelně podporovalo Vladislava Jagellonského. Poláci se pokusili podporovat povstání v Uhrách. V roce 1467 přešla na stranu Matyáše část panské šlechty, která stála dosud na straně Jiřího z Poděbrad a Vladislava Jagellonského. Válka pokračovala bez velkých bitev pouze v lokálních drobných střetech po celou první polovinu 70. let.
O ukončení války a nalezení přijatelného kompromisu se jednalo mezi oběma panovníky i na zemských sněmech. 7. prosince 1478 byla na radnici v Olomouci vyhlášena smlouva o příměří, podle níž mohli oba panovníci užívat titulu „český král“. Tyto dohody byly potvrzeny Olomouckou smlouvou ze dne 21. července 1479. Vladislav vládl pouze v Čechách, Matyáš na Moravě, ve Slezsku a v Lužicích. Dědičným králem se měl stát ten, který druhého přežije. K tomu došlo Matyášovou smrtí roku 1490. Vladislav Jagellonský tak získal korunu pro své nástupce, za což musel Matyášovým dědicům vyplatit 400 000 dukátů.